# Lasioglossum nymphaearum
Lasioglossum nymphaearum är en biart som först beskrevs av Robertson 1895.  Lasioglossum nymphaearum ingår i släktet smalbin, och familjen vägbin. Inga underarter finns listade i Catalogue of Life.

## Bildgalleri

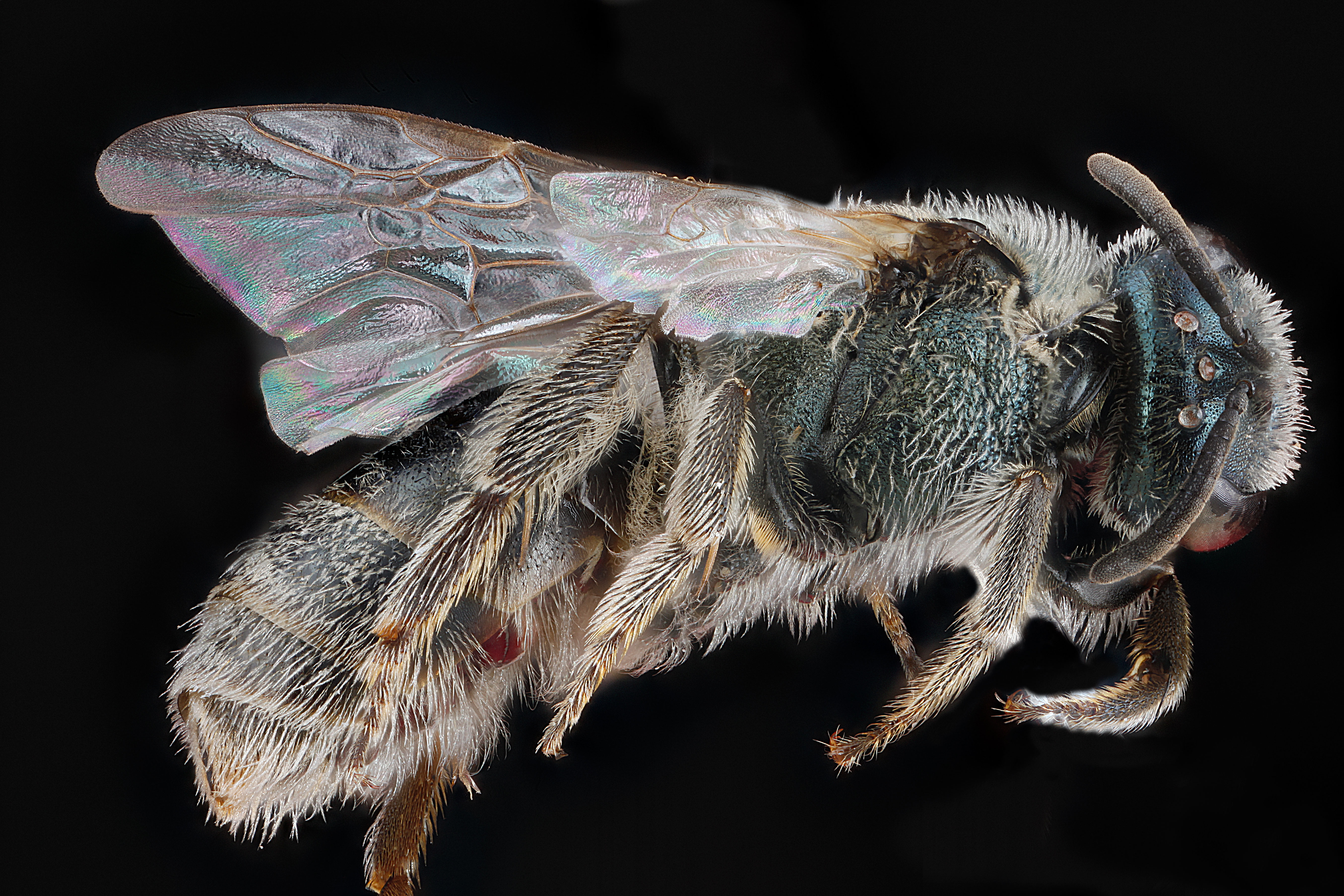